# Круг Земной
«Круг земно́й» («Хеймскрингла», др.-сканд. Heimskringla, Kringla heimsins) — свод скандинавских саг, крупнейший памятник скандинавской литературы XIII века. Предполагается, что автором «Круга земного» был исландский скальд и прозаик Снорри Стурлусон (1178—1241).

## Содержание
«Круг земной» — уникальный в своём роде сборник, повествующий о жизни Северной Европы в эпоху викингов, становления скандинавских государств. Содержит некоторые сведения и о прочих европейских государствах того времени — от Византии и Киевской Руси до Англии. Название происходит от двух слов — «Kringla (круг) heimsins (земной)», которыми начинается первая сага свода «Сага об Инглингах», и придумано поздними издателями.

### Поэзия скальдов
Учеными принято считать, что скальдическая поэзия — наиболее надёжный источник, которым пользуется автор «Круга Земного». Снорри Стурлусон и сам об этом пишет в Прологе: «То, что говорится в этих песнях, исполнявшихся перед самими правителями или их сыновьями, мы признаем за вполне достоверные свидетельства». Как сообщает М. И. Стеблин-Каменский, стихи скальдов «были всегда продуктом осознанного творчества, но это было творчество, направленное только на форму, а не на содержание, вследствие чего вымысел и был в них невозможен». Снорри цитирует многих скальдов, включая таких известных, как Тьодольв из Хвинира, Эйвинд Погубитель Скальдов, Торбьёрн Хорнклови и другие. Необходимо отметить, что при этом Снорри весьма вольно пересказывает события, которые упоминаются в этих стихах, порой, сочиняя то, что ему казалось правдоподобным.

### Письменные источники
По всей видимости, автору «Круга Земного» был известен довольно широкий круг письменных источников, которые к тому времени уже появились на свет. Существование некоторых из них подвергается сомнению, других — полностью подтверждено:
- Краткая история норвежских королей Сэмунда Мудрого (написана, вероятно, на латинском языке); произведение не сохранилось
- История о норвежских королях Ари Торгильссона (написана на древнеисландском языке); не сохранилась
- Hryggjarstykki, древнейшая «королевская сага» о королях Сигурде и Инги, авторство приписывается Эйрику Оддсону; не сохранилась
- Древнейшая сага об Олаве Святом (сохранилась в семи отрывках)
- Легендарная сага об Олаве Святом (написана в Исландии, сохранилась только в норвежской рукописи)
- Жизнеописание Олава Святого Стюрмира Мудрого (полностью не сохранилась)
- Сага о Сверрире Карла Йонссона, написанная под диктовку самого Сверрира
- Сага об Олаве Трюггвасоне Одда Сноррасона (написана на латинском языке, сохранилась в переводе на древнеисландский)
- Сага об Олаве Трюггвасоне Гуннлауга Лейвссона (написана на латинском языке, полностью не сохранилась)
- Обзор саг о норвежских конунгах
- История о древних норвежских королях монаха Теодрика
- История Норвегии неизвестного автора
- Гнилая кожа
- Красивая кожа
- Сага о йомсвикингах
- Сага об оркнейцах
- Сага о фарерцах
- Сага о Скьёльдунгах

### Устная традиция
Наиболее сложный и спорный источник — устная традиция. Несомненно, Снорри пользовался устными преданиями, которые ещё бытовали в его эпоху в Исландии. По мнению М. И. Стеблин-Каменского, это, как правило, выражается не в каких-то конкретных произведениях, а в жанрах, характерных для того или иного повествования. В частности, в «Круге земном» прослеживаются мотивы сказок-бывальщин, волшебных сказок и даже героических сказаний. Однако устные источники всегда остаются только предположением.

## Манускрипты
Известно шесть средневековых рукописей «Круга Земного»:
- Kringla («Круг»)
- AM 39
- Codex Frisianus
- Jöfraskinna
- Eirspennil («Медная застежка»)
- Gullinskinna

Ни одна из этих рукописей не является оригиналом. Наиболее древняя — Kringla. Это список, сделанный каким-то исландцем около 1260 г. AM 39 представляет собой неполную рукопись и датируется около 1300 г. Началом XIV в. датируются манускрипты Codex Frisianus, Eirspennil и Gullinskinna, первой четвертью XIV в. — Jöfraskinna. В результате пожара 1728 г. в Копенгагенской библиотеке, где хранились рукописи, сгорели Kringla, Jöfraskinna и Gullinskinna. С последних двух остались списки. Кроме того, сохранились отдельные листки древних рукописей, переводы несохранившихся рукописей и выдержки из них.

## Художественная ценность произведения
«Круг Земной» — это яркий и драматичный, но в то же время исключительно правдивый рассказ о судьбах сотен людей, действительно существовавших некогда, но мёртвых уже многие века, богатейшая галерея человеческих образов, нарисованных с гениальной простотой. Несмотря на обилие сообщаемых сведений и в противоположность тому, что обычно имеет место в историографических сочинениях, в бессмертном творении великого исландца основным объектом изображения все время остаётся человек.

## Список саг, входящих в сборник
- Сага об Инглингах
- Сага о Хальвдане Чёрном
- Сага о Харальде Прекрасноволосом
- Сага о Хаконе Добром
- Сага о Харальде Серая Шкура
- Сага об Олаве сыне Трюггви
- Сага об Олаве Святом
- Сага о Магнусе Добром
- Сага о Харальде Суровом
- Сага об Олаве Тихом
- Сага о Магнусе Голоногом
- Сага о сыновьях Магнуса Голоногого
- Сага о Магнусе Слепом и Харальде Гилли
- Сага о сыновьях Харальда Гилли
- Сага о Хаконе Широкоплечем
- Сага о Магнусе сыне Эрлинга

## Публикации на русском языке
- Снорри Стурлусон. Круг Земной = Heimskringla / Ответственный редактор: М. Стеблин-Каменский. Издание подготовили: А. Гуревич, Ю. Кузьменко, О. Смирницкая, М. Стеблин-Каменский.. — М.: Издательство «Наука», 1980. — 687 с. — (Литературные памятники). — 25 000 экз.